# Chopard Trófea
A Chopard  Trófea (franciául: Trophée Chopard) egy filmes elismerés, melyet egy független zsűri ítél oda 2001 óta egy-egy kezdő színésznőnek és színésznek a cannes-i fesztiválon, hogy elismerje tehetségüket és ösztönözze karrierjüket.
A díjat a fesztivállal 1998 óta partneri viszonyban álló, az Arany Pálmát és a főbb díjak trófeáit készítő Chopard svájci luxus ékszer- és óragyártó manufaktúra alapította, Caroline Scheufele művészeti igazgató javaslatára 2001-ben.
A trófea egy kristály alapon álló három, S-alakban meghajlított függőleges filmcsíkokat ábrázoló arany szobrocska, melyet minden évben a fesztivál elnöke és a Chopard cég művészeti igazgatója és társelnöke ad át a nyerteseknek egy-egy híresség pártfogói támogatása, védnöksége mellett.

## Díjazottak
| Év   | Női díjazott                                     | Férfi díjazott                                   | Díjátadó                                         | Megj.         |
| ---- | ------------------------------------------------ | ------------------------------------------------ | ------------------------------------------------ | ------------- |
| 2001 | Audrey Tautou                                    | Eduardo Noriega                                  | Emmanuelle Béart                                 | [ * 1 ]       |
| 2002 | Ludivine Sagnier                                 | Hayden Christensen                               | Kung Li (鞏俐, Gong Li)                          |               |
| 2002 | Paz Vega                                         | Hayden Christensen                               | Kung Li (鞏俐, Gong Li)                          |               |
| 2003 | Diane Kruger                                     | Gael García Bernal                               | Isabelle Adjani                                  |               |
| 2004 | Marion Cotillard                                 | Rodrigo Santoro                                  | Laura Morante                                    |               |
| 2005 | Kelly Reilly                                     | Jonathan Rhys Meyers                             | Sharon Stone                                     | [ * 2 ]       |
| 2006 | Jasmine Trinca                                   | Kevin Zegers                                     | Sir Elton John                                   | [ * 3 ]       |
| 2006 | Jasmine Trinca                                   | Kevin Zegers                                     | Elizabeth Hurley                                 | [ * 3 ]       |
| 2007 | Archie Panjabi                                   | Nick Cannon                                      | Jude Law                                         | [ 4 ] [ * 4 ] |
| 2008 | Tang Vej (汤唯, Tang Wei)                        | Omar Metwally                                    | Gwyneth Paltrow                                  | [ * 5 ]       |
| 2009 | Léa Seydoux                                      | David Kross                                      | Marion Cotillard                                 | [ * 6 ]       |
| 2010 | Liya Kebede                                      | Edward Hogg                                      | Helen Mirren                                     | [ * 7 ]       |
| 2011 | Astrid Bergès-Frisbey                            | Niels Schneider                                  | Robert De Niro                                   | [ * 8 ]       |
| 2012 | Shailene Woodley                                 | Ezra Miller                                      | Sean Penn                                        | [ * 9 ]       |
| 2013 | Blanca Suárez                                    | Jeremy Irvine                                    | Colin Firth                                      | [ * 10 ]      |
| 2014 | Adèle Exarchopoulos                              | Logan Lerman                                     | Cate Blanchett                                   | [ * 11 ]      |
| 2015 | Lola Kirke                                       | Jack O’Connell                                   | Julianne Moore                                   | [ * 12 ]      |
| 2016 | Bel Powley                                       | John Boyega                                      | Juliette Binoche                                 | [ * 13 ]      |
| 2017 | Anya Taylor-Joy                                  | George MacKay                                    | Charlize Theron                                  | [ * 14 ]      |
| 2018 | Elizabeth Debicki                                | Joe Alwyn                                        | Diane Kruger                                     | [ * 15 ]      |
| 2019 | Florence Pugh                                    | François Civil                                   | Csang Ce-ji (章子怡, Zhang Ziyi)                 | [ * 16 ]      |
| 2020 | A Covid19-pandémia miatt nem osztottak ki díjat. | A Covid19-pandémia miatt nem osztottak ki díjat. | A Covid19-pandémia miatt nem osztottak ki díjat. | [ * 17 ]      |
| 2021 | Jessie Buckley                                   | Kingsley Ben-Adir                                | Jessica Chastain                                 | [ * 18 ]      |
| 2021 | Jessie Buckley                                   | Kingsley Ben-Adir                                | Maggie Gyllenhaal                                | [ * 18 ]      |
| 2022 | Sheila Atim                                      | Jack Lowden                                      | Julia Roberts                                    | [ * 19 ]      |
| 2023 | Naomi Ackie                                      | Daryl McCormack                                  | Natalie Portman                                  | [ * 20 ]      |
| 2024 | Sophie Wilde                                     | Mike Faist                                       | Demi Moore                                       |               |
| 2025 | Marie Colomb                                     | Finn Bennett                                     | Angelina Jolie                                   |               |